# (9439) 1997 EB42
A (9439) 1997 EB42 a Naprendszer kisbolygóövében található aszteroida. A LINEAR program keretében fedezték fel 1997. március 10-én.